# Мачедония (1895 – 1912)
Вижте пояснителната страница за други значения на Мачедония.
„Мачедония: Сръбски юг“ (на сръбски: „Маћедонија: Српски југ“) е сръбски седмичен вестник, излизал на кирилица в Белград от 1895 до 1912 година. Подзаглавието е Лист за книжевност, образование, забава и вести (Лист за књижевност, поуку, забаву и вести). Заглавието е и на френски Macédoine.
Вестникът поддържа сръбската пропаганда в Македония. В статията „Македония“, брой 7, 1900 г. пише:
| „ | Този единствен публичен орган на нашите братя извън границите на Княжество Сърбия, днес, когато е по-потребен от всякога, продължава своето свято дело: поддържане на духовните и племенни връзки с нашите откъснати братя. | “ |

Вестникът също така защитава идеята за сътрудничество между сърбите и албанците и печата албански текстове на кирилица.
Пръв собственик и отговорен редактор е Петър Симонович; от брой 2 (1902) е Миле Паич; от брой 18 (1902) Никола Й. Дамянович; от брой 40 (1902) Й. Т. Протич; от брой 8 (1903) Петър Симонович; от брой 5 (1911) Милорад Гл. Маркович; от брой 6 (1911) Петър Симонович; от брой 7 (1911) Милорад Гл. Маркович.
От 1906 до 1911 година вестникът излиза и в Букурещ.